# Ceraclea maccalmonti
Ceraclea maccalmonti là một loài Trichoptera trong họ Leptoceridae. Chúng phân bố ở miền Tân bắc.